# Aelurillus luctuosus
Aelurillus luctuosus là một loài nhện trong họ Salticidae.
Loài này thuộc chi Aelurillus. Aelurillus luctuosus được Hippolyte Lucas miêu tả năm 1846.